# ناصر البوکات
ناصر البوکات یک بازیکن فوتبال اهل ایران است.